# روسل ماركر
راسل إيرل ماركر (12 مارس 1902 - 3 مارس 1995) كيميائيا أمريكيا اخترع نظام تصنيف أوكتان عندما كان يعمل في شركة إثيل. [1] [2] في وقت لاحق من حياته المهنية، وذهب إلى العثور على صناعة الستيرويد في المكسيك عندما نجح في جعل هرمون البروجسترون شبه الاصطناعية من المكونات الكيميائية الموجودة في اليام المكسيكي في عملية تعرف باسم تدهور مارك. [1] [3] هذا أدى في نهاية المطاف إلى تطوير في سينتيكس من حبوب منع الحمل عن طريق الفم مجتمعة والكورتيزون الاصطناعية - وتطوير التجارة بارباسكو المكسيكية.